# Lophocebus aterrimus
El mangabey de cresta negra (Lophocebus aterrimus) es una especie de primate catarrino de la familia Cercopithecidae. Se encuentra en Angola y la República Democrática del Congo. Su hábitat natural es el bosque seco tropical y subtropical. Se encuentra amanazado por la pérdida de su hábitat.